# Константин (папа)
Вижте пояснителната страница за други личности с името Константин.
Константин (на латински: Constantin PP.) е римски папа от 25 март 708 г. до 9 април 715 г. В 710 г. идва в Цариград където е посрещнат най-тържествено и дори специално за него макар да не е император е отворена Златната порта през която влази в Града. Тогава обсъжда с Юстиниан II верски въпроси от Трулския събор. След убийството на Юстиниан папа Константин отказа да признае за император Филипик.